# Ellerbach (Ilse)
Der Ellerbach ist ein kleiner Bach, der in Ilsenburg im Harz in Sachsen-Anhalt entspringt. Seine Quelle liegt im Forellenteich im Zentrum der Stadt. Von dort aus fließt er durch das nördliche Ilsenburg über den Zainthüttenteich in die Papenhecke, wo ein Fachwerkhaus steht, bevor das Gewässer in Veckenstedt in die Ilse mündet. Der Ellerbach ist ein linker Zufluss der Ilse.
Der Bach spielt eine Rolle im Wassermanagement der Region, da er durch verschiedene Teich- und Grabensysteme fließt, die unter anderem zur Fischzucht genutzt werden. Laut dem Hochwasserschutzprojekt in Veckenstedt kann der Ellerbach bei Hochwasser, insbesondere bei starken Regenfällen, zur Entwässerung beitragen und die Wassermassen in die Ilse ableiten.
Die Region um den Harz ist geprägt von kleinen Wasserläufen wie dem Ellerbach, die ihr Wasser in Flüsse ableiten und eine historische Bedeutung im Zusammenhang mit Mühlenbetrieben haben.